# Tanzanija na Olimpijskim igrama
Tanzanija je prvi put sudjelovala na Olimpijskim igrama kao neovisna država 1964. godine i od tada je nastupila na svim igrama osim 1976. godine u Montréalu. Njezini sportaši osvojili su ukupno dvije srebrene medalje, sve u Moskvi 1980. godine. Nisu nastupili ni na jednim Zimskim olimpijskim igrama.

## Medalje
| Medalja | Ime              | Igre         | Sport    | Disciplina          |
| ------- | ---------------- | ------------ | -------- | ------------------- |
| srebro  | Filbert Bayi     | Moskva 1980. | atletika | 3.000 m s preponama |
| srebro  | Suleiman Nyambui | Moskva 1980. | atletika | 5.000 m             |

## Vanjske poveznice
- Olimpijske igre - Tanzanija